# Мадрид (автономна спільнота)
Автономна спільнота Мадри́д (ісп. Comunidad de Madrid) — спільнота в центрі Іспанії.
 
Столиця і найбільше місто Іспанії — Мадрид у 1983 році для особливого визначення національної столиці в міській ієрархії,  набуло офіційного статусу автономної спільноти.
Мадридська спільнота є третьою за чисельністю населення в Іспанії з 6 661 949 (2019) жителями, в основному зосередженими в столичному районі Мадрида. Це також найбільш густонаселена автономна громада. В абсолютному вираженні економіка Мадрида, починаючи з 2018 року, трохи більша за розміром, ніж економіка Каталонії. Мадрид має найвищий ВВП на душу населення в країні.